# Haz la loca... no la guerra
Haz la loca... no la guerra es una película española de comedia estrenada el 2 de diciembre de 1976, dirigida por José Truchado y protagonizada en los papeles principales por Máximo Valverde y Lolita Flores.

## Sinopsis
Lola Reyes es una famosa cantante de éxito y, por tanto, es asediada por todo el mundo allá donde va. Su madre Doña Lola es muy anticuada y posesiva y no se fía de su círculo de amistades. Es por ello que solo se le permite frecuentar con un grupo de homosexuales. Al enamorarse Lola de un pintor llamado Luis, éste deberá hacerse pasar por homosexual para que su madre autorice su amistad.

## Reparto
- Lolita Flores como	Lola Reyes.
- Máximo Valverde como Luis González.
- Florinda Chico como Doña Lola.
- Pedro Valentín como Natalio.
- Antonio Ozores como La Sorda.
- Alfonso del Real como Correcaminos.
- Pepe Ruiz como Dani Bolívar.
- Tony Isbert como Francis.
- Beatriz Escudero como Tere.
- Erika Wallner como Duquesa de Pinilla.
- Paco España como Coliflor.
- Carmen Platero como Ana.
- Loreta Tovar como Secretaria 1.
- Inés Morales como Secretaria 2.
- Heinrich Starhemberg como Don Enrique.
- Laly Soldevila como Madre superiora.
- Paloma Cela como Ágata.
- Simón Cabido como Florindo.
- Luis Barbero como Comprador 1.
- Tito García como Pepe.
- Carmen Martínez Sierra como Hermana María.
- Carmen Lozano Muñoz